# Frontopsylla wagneri
Frontopsylla wagneri är en loppart som beskrevs av Ioff 1928. Frontopsylla wagneri ingår i släktet Frontopsylla och familjen smågnagarloppor.

## Underarter
Arten delas in i följande underarter:
- F. w. wagneri
- F. w. superjecta